# Tamási Mihály
Tamási Mihály (másként: Tamásfi Mihály) (Pudmerice, Pozsony vármegye, 1600. – Olmütz, 1662. március 19.) Jézus-társasági áldozópap és tanár. 

## Élete
1622-ben lépett a rendbe; rektor volt Gitschinben; majd 1649. április 15-től 1652. május 3-ig, illetve 1662. január 22-től 1662. március 19-én bekövetkezett haláláig az olmützi egyetemen. Hét évig volt igazgató egy nevelőintézetben, öt évig hitszónok, valamint házfőnök. 
Nevét Thomassinak is írták.

## Munkája
- Imago B. M. V. Miraculosa Boskoviensis. Hely n. (Atlas Marianus 1672)